# Voormalig badhuis van Spa
Het voormalig badhuis van spa (Frans: Anciens thermes de Spa) is een gesloten kuuroord in de Belgische gemeente Spa. Het gebouw werd ontworpen door architect Leon Suys, opende in 1868 en sloot de deuren in 2003. 
De monumentale thermen staan op de lijst met buitengewoon erfgoed van Wallonië.  Het is ook één van de elf “historische kuuroorden van Europa” die sinds juli 2021 op de UNESCO-werelderfgoedsite staan.

## Geschiedenis
Al sinds de 16de eeuw stond Spa bekend omwille van haar bronnen met ijzer- en koolzuurhoudend water. De eerste thermen openden in 1764 en maakten dat de stad bekendheid verwierf als kuuroord. Spa groeide omwille van haar baden en casino's in de 19de eeuw uit tot een populaire bestemming voor de internationale bourgeoisie. De eerste publieke kuuroorden openden in 1828 en 1841 Het ging de stad in de 19de eeuw economisch voor de hand en een nieuw groot, monumentaal badhuis kon niet uitblijven. 
Onder impuls van de toenmalige burgemeester van Spa, Joseph Servais, werd in 1862 de opdracht gegeven aan architect Leon Suys om een derde badhuis te ontwerpen. Het gebouw moest het meest geavanceerde hydrotherapeutische centrum van haar tijd worden en had een totale kostprijs van 1,5 miljoen Belgische frank. Op 15 augustus 1868 volgde de feestelijke opening in het bijzijn van koning Leopold II. De thermen hadden een groot succes en werden bezocht door talrijke hoogwaardigheidsbekleders.
Het aantal gasten nam in de economisch succesvolle belle époque stelselmatig toe: ook de middenklasse kon zich nu stilaan gezondheidskuren in de thermen van Spa permitteren. In 1905 werd de infrastructuur voor een eerste maal gemoderniseerd. De oorlogen zorgden voor een stilvallen van de activiteiten, maar het bezoekersaantal herstelde zich snel. Na de Tweede Wereldoorlog kwam het sociale kuurtoerisme op. Een bredere laag van de bevolking kon nu ook naar het kuuroord gaan omdat dit gedeeltelijk werd terugbetaald door de ziekenkas. Omstreeks 1967 werden er in het badhuis ongeveer 167 182 baden per jaar gegeven. Het aantal gasten lag rond de 12.000. In 1987 werd de terugbetaling van de gezondheidskuren echter afgeschaft, wat een drastische vermindering in het aantal bezoekers met zich meebracht.
Bij aanvang van de 21ste eeuw werden nieuwe thermen gebouwd in Spa die aan alle moderne eisen voldeden en bovendien veel groter waren. Ze werden verbonden met het centrum door een kabelspoorweg. Het badhuis uit 1868 sloot haar deuren uiteindelijk in 2003, na 135 jaar in dienst te zijn geweest. Sinds 2004 staat het gebouw leeg. Hierna raakte het in verval en werd het aangetast door schimmels en huiszwam.  Tevens huisde er tot voor kort een dakloze in. sinds oktober 2017 is het gebouw verzegeld om indringers te voorkomen.

### Plannen
Er bestaan al even plannen om het historische gebouw te restaureren en te functioneren, maar een eigenlijke restauratie laat op zich wachten. Sinds 2012 werd een bouwpromotor, de groep Denys, op het project gezet, maar deze kon niets ondernemen omdat de nodige certificaten ontbraken. Aan het gebouw, dat beschermd erfgoed is, mag ook niet zomaar iets gebeuren. 
In 2016 maakte de stad bekend dat de site wordt geïntegreerd in een immobiliënproject waarbij het oude badhuis wordt omgebouwd tot luxehotel met 80 kamers en er in omliggende gebouwen appartementen, een ondergrondse parking en winkels komen. In de monumentale inkomhal zou een brasserie komen. De kosten van dit project worden geraamd op 25 miljoen euro. Wanneer het project voltooid zal zijn is niet bekend.

## Beschrijving
Het badhuis in Franse Neonrenaissancestijl is gelegen pal in het centrum van Spa. Het monumentale gebouw telt twee verdiepingen en staat op een grote sokkel met twee trappen aan de voorgevel. Het hele gebouw werd ontworpen door de gekende architect Leon Suys en verschillende kunstenaars stonden in voor de verdere decoratie. Charles-Henri Thorelle stond in voor het ontwerp van de sokkel en de standbeelden rondom het oord zijn van de hand van Jacques Van Omberg en de gebroeders Van Den Kerkhove. De monumentale inkomhal en salons werden gedecoreerd met schilderijen van Carpey.
Het kuuroord telde bij opening:
- 52 badcabines met 54 badkuipen
- 2 zalen met hogedrukdouches
- 2 zalen met douches in cirkel, voetbaden met stromend water en duikbaden
- 2 zalen met gewone douches en hydrotherapeutische baden
- 2 zalen uitsluitend voor hydrotherapie

In de 19de eeuw voldeed dit kuuroord hiermee aan alle verwachtingen waaraan een dergelijk moest voldoen. In de loop der jaren zijn er bij moderniseringen verschillende faciliteiten toegevoegd of aangepast.

## Trivia
Het badhuis komt voor in het Suske en Wiske-album De razende race uit 1996. In dit verhaal, dat zich deels in Spa afspeelt, volgt Lambik een gezondheidskuur in het gebouw. 